# Armes Prydein
Armes Prydein (pronunciació en gal·lès: /ˈarmɛs ˈprədəin/, La profecia de Bretanya) és un poema profètic gal·lès de començament del segle x que forma part del Llibre de Taliesin.
Amb un estil exaltat propi de la poesia heroica gal·lesa, la peça descriu un futur en el qual tots els pobles britans s'uniran als escocesos, els irlandesos i els vikings de Dublín sota lideratge gal·lès, i junts aconseguiran expulsar els anglosaxons de Bretanya. És habitual en la poesia heroica que els líders d'aquestes gestes rebin noms; en aquest cas, es diu que són Cadwallon i Cadwaladr, convidant al públic de forma implícita a relacionar-los amb dos cèlebres líders del passat remot, Cadwallon ap Cadfan i Cadwaladr ap Cadwallon. La inclusió de vikings no celtes i d'escocesos i irlandesos sense afiliació britana com aliats és una de les extravagàncies del poema.
El poema expressa la frustració dels gal·lesos davant les polítiques pragmàtiques i pacífiques de Hywel Dda amb el regne de Wessex, el qual es trobava en ple apogeu. Eduard el Vell (899 – 924) s'havia fet amb el poder i exercia la seva hegemonia sobre tots els pobles al sud dels fiords de Clyde i Forth, incloent-hi els gaèlics, els vikings, els anglesos, els còrnics, els gal·lesos i els cúmbrics. Després de la seva mort, el seu fill Æthelstan li va succeir en el tron (924 – 939). Mentrestant, s'havia forjat una aliança entre els regnes de Dublín, Escòcia i Strathclyde per apartar-lo del poder. Æthelstan va ser derrotat durant la batalla de Brunanburgh el 937. Els gal·lesos, sota el lideratge de Hywel Dda, van optar per abandonar a la seva sort als seus aliats històrics, els Hen Ogledd (Homes del Nord), en la seva lluita contra els anglesos. Hywel Dda no va donar el seu suport al poble germà de Strathclyde i tampoc no es va oposar als seus enemics tradicionals, els saxons de Wessex.